# 80008 Danielarhodes
80008 Danielarhodes è un asteroide della fascia principale. Scoperto nel 1999, presenta un'orbita caratterizzata da un semiasse maggiore pari a 3,0302377 UA e da un'eccentricità di 0,0689758, inclinata di 9,88344° rispetto all'eclittica.
L'asteroide è dedicato alla ricercatrice italiana Daniela Bargellini Rhodes.